# Sankt Mikaels kyrka, Klimavitjy
Sankt Mikaels kyrka (belarusiska: Свята-Міхайлаўская царква/Svjata-Mihailawskaja tsarkva) är en belarusisk-ortodox kyrkobyggnad belägen vid Proletarska-gatan 26, i staden Klimavitjy i Mahiljoŭs voblast, i östra Belarus.
Kyrkan är helgad åt ärkeängeln Mikael.

## Historik
Sankt Mikaels kyrka i Klimavitjy byggdes 1848, som leddes av Vladislav Milianovsky. Utomstående källor uppger dock att kyrkan byggdes istället 1866 på order av greve M. M. Murajev och att invigningen av kyrkan ägde rum 1867.
1895 genomgick kyrkan en renovering.
1937 stängdes templet, där bland annat korsen togs bort från kupolerna. Före kriget användes kyrkan esom n butik för mejeriprodukter och djurfoder.
Under det Stora fosterländska kriget återupptogs gudstjänsterna.

## Kyrkan
Kyrkan är gjord av tegel.

## Bilder

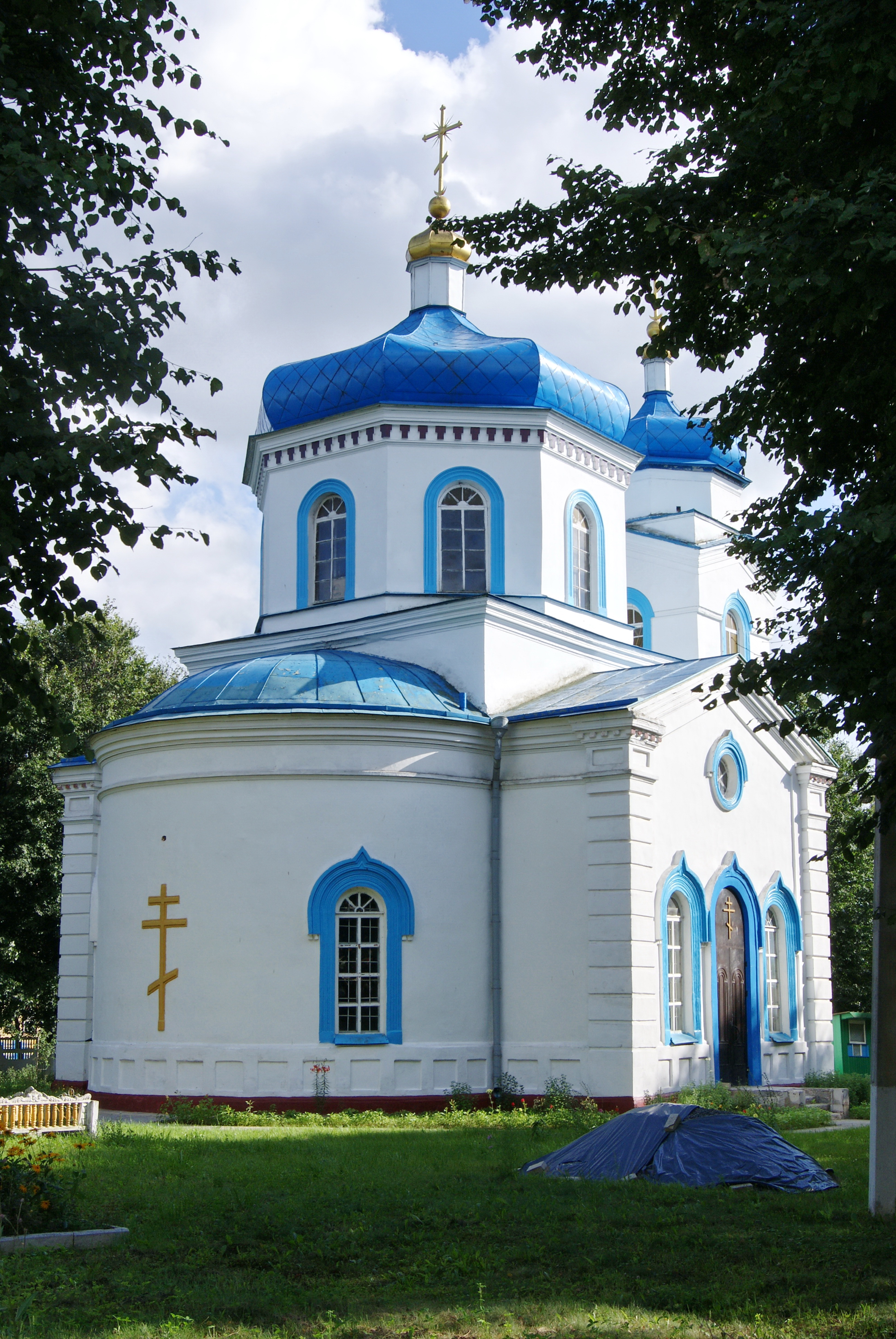
Absiden.
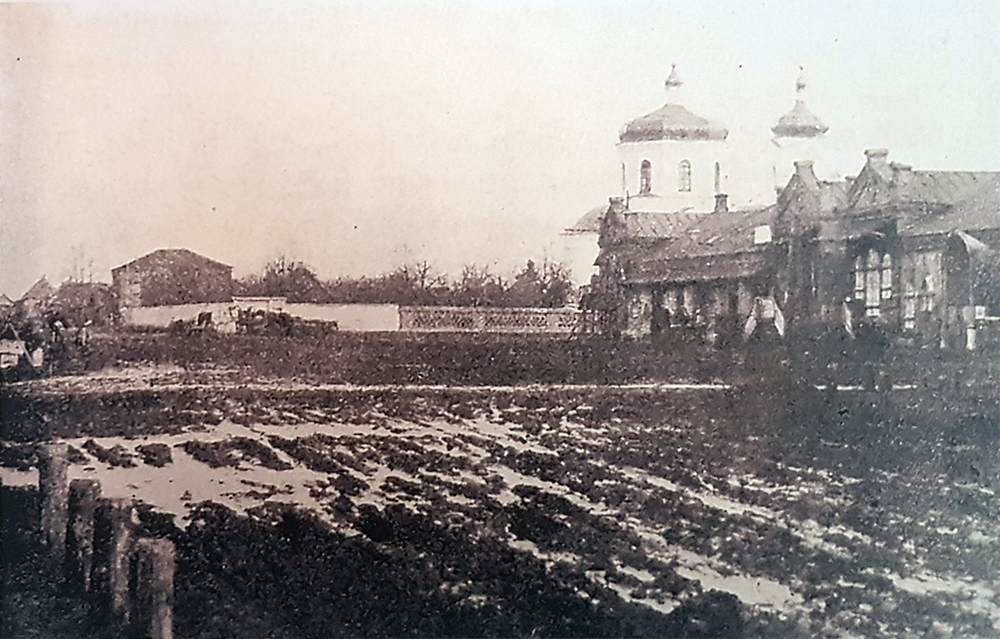
Sankt Mikaels kyrka omkring 1901-1918.
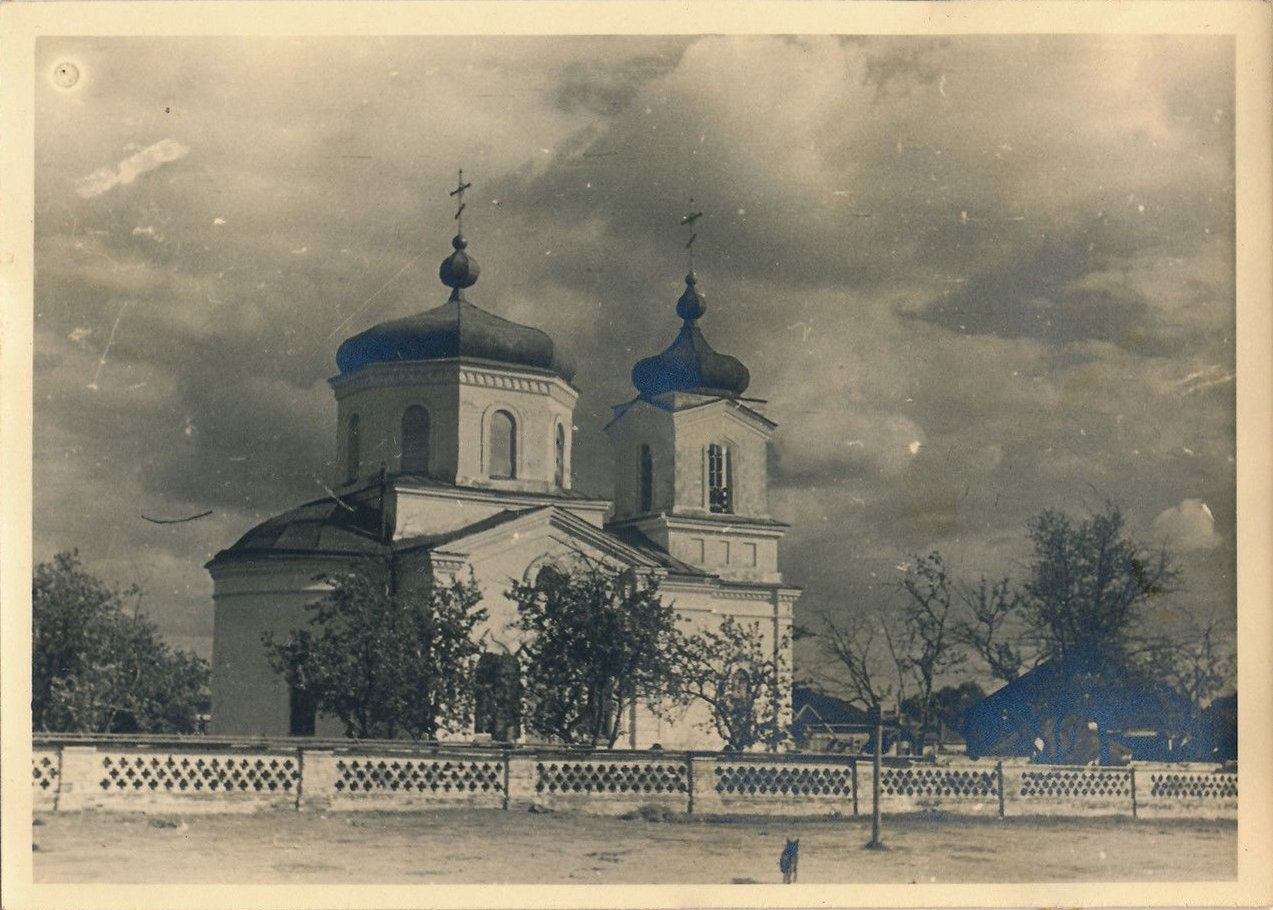
Kyrkan 1943.

### Allmänna källor
- Церковь Святого Михаила Архангела в Климовичах - Vetliva
- Свята-Міхайлаўская царква, Клімавічы - Архіварта — Партал спадчыны Беларусі (archivarta.by)